# Ministero dell'ambiente e dell'alimentazione
Il Ministero dell'ambiente e dell'alimentazione (in danese: Miljø- og Fødevareministeriet; MFVM) è un dicastero del Consiglio dei ministri danese deputato al controllo della politica ambientale e alimentare nazionale.
L'attuale ministro è Lea Wermelin, in carica dal 27 giugno 2019.

## Storia
Il ministero è stato istituito nel 2015 unendo il Ministero dell'ambiente al Ministero dell'alimentazione, dell'agricoltura e della pesca. Il primo ministro del neonato dicastero è stato Eva Kjer Hansen.
In seguito alle dimissioni di Hansen il ministero è stato assegnato a Esben Lunde Larsen.
Nel 2017 è stata scorporata dal ministero la delega alla pesca, per cui è stata istituita un'autorità indipendente sotto il Ministero degli affari esteri.

## Ministri
- Eva Kjer Hansen (28 giugno 2015 - 29 febbraio 2016)
- Esben Lunde Larsen (29 febbraio 2016 - 2 maggio 2018)
- Jakob Ellemann-Jensen (2 maggio 2018 - 27 giugno 2019)
- Lea Wermelin (dal 27 giugno 2019)